# 艾希格拉本
艾希格拉本是奥地利下奥地利州圣帕尔滕兰县的一个市镇。总面积8.88平方公里，总人口4352人，人口密度490人/平方公里（2012年）。